# Maximiliano Timpanaro
Maximiliano Timpanaro (Azul, Buenos Aires, Argentina, 23 de marzo de 1988) es un futbolista argentino que juega como delantero en Club San Martín  del Torneo Federal A.

## Inferiores
De niño jugó en el Club Alumni Azuleño, donde pudo jugar con el Kun Agüero, jugador de la Selección de fútbol de Argentina.

## Clubes
| Club                     | País      | Año           | Partidos | Goles |
| ------------------------ | --------- | ------------- | -------- | ----- |
| Vélez Sarsfield          | Argentina | 2006- 2007    | 0        | 0     |
| Chacarita Juniors        | Argentina | 2008          | 2        | 0     |
| Vélez Sarsfield          | Argentina | 2008- 2010    | 0        | 0     |
| Dinamo Tirana            | Albania   | 2010          | 11       | 2     |
| AS Béziers               | Francia   | 2010- 2011    | 23       | 7     |
| Gandia                   | España    | 2011- 2012    | 5        | 0     |
| Santamarina de Tandil    | Argentina | 2012-2014     | 43       | 8     |
| Club Unión Aconquija     | Argentina | 2014-2018     |          |       |
| Atlético Club San Martín | Argentina | 2019-presente |          | 20    |